# Evius pyrostrota
Evius pyrostrota là một loài bướm đêm thuộc phân họ Arctiinae, họ Erebidae.